# Olimpia Teodora 2003-2004
Questa voce raccoglie le informazioni riguardanti l'Olimpia Teodora nelle competizioni ufficiali della stagione 2003-2004.

## Stagione
La stagione 2003-04 è per l'Olimpia Teodora, sponsorizzata dal PianetaGuru, la ventiseiesima, la settima consecutiva, in Serie A1; come allenatore viene scelto Gary Yegiazarov e la rosa, rispetto all'annata precedente subisce diverse modifiche: alle partenze di Stacy Sykora, Gabriela Pérez del Solar, Mia Čaušević, Kathleen Tilson e Claudia van Thiel fanno seguito gli acquisti di Carolina Costagrande, Valentina Fiorin, Riëtte Fledderus e Natalia Bozhenova; tra le conferme quelle di Vania Beccaria, Sofia Arimattei, Serena Dal Monte e Ana Paula de Tassis, poi ceduta a stagione in corso.
Il campionato si apre con cinque sconfitte consecutive, anche se la squadra riesce a conquistare due punti grazie a due gare perse al tie-break: la prima vittoria arriva alla sesta giornata contro la Nuova San Giorgio Pallavolo Sassuolo, seguita poi da un altro successo ai danni del Robursport Volley Pesaro; il girone di andata si chiude con due sconfitte e due vittorie consecutive che portano la società di Ravenna al nono posto in classifica. Anche il girone di ritorno inizia con cinque stop di fila, a cui seguono due vittorie e poi nuovamente tutte sconfitte fino al termine della regular season, eccetto una gara vinta nell'ultima giornata contro la Pallavolo Reggio Emilia, che fanno mantenere all'Olimpia Teodora il nono posto in classifica, non utile per accedere ai play-off scudetto.
Tutte le squadre partecipanti alla Serie A1 2003-04 sono di diritto qualificate alla Coppa Italia; il club romagnolo inizia il suo cammino dagli ottavi di finale, dove, dopo aver perso per 3-2, in casa, contro la Nuova San Giorgio Pallavolo Sassuolo la gara di andata, vince quella di ritorno per 3-0 in trasferta, qualificandosi al turno successivo grazie al miglior quoziente set: nei quarti di finale affrontò l'Asystel Volley, la quale vince per 3-0, eliminando l'Olimpia Teodora dalla competizione.

## Organigramma societario
Area direttiva
- Presidente: Roberto Manzari

Area tecnica
- Allenatore: Gary Yegiazarov
- Allenatore in seconda: Massimiliano Tagliolini
- Scout man: Giorgio Leonardi

Area sanitaria
- Medico: Maria Amadei, Loris Macrì
- Preparatore atletico: Gary Yegiazarov
- Fisioterapista: Davide Baccoli, Rita Valbonesi

## Rosa
| N° | Nome                 | Ruolo | Data di nascita  | Nazionalità sportiva |
| -- | -------------------- | ----- | ---------------- | -------------------- |
| 1  | Micaela Vogel        | C     | 12 gennaio 1984  | Argentina            |
| 2  | Federica Garbet      | C     | 13 febbraio 1988 | Italia               |
| 3  | Sofia Arimattei      | S     | 17 gennaio 1981  | Italia               |
| 4  | Francesca Babbi      | S     | 17 agosto 1985   | Italia               |
| 5  | Natalia Bozhenova    | C     | 15 gennaio 1969  | Ucraina              |
| 7  | Valentina Fiorin     | S     | 9 ottobre 1984   | Italia               |
| 8  | Elena Tonelli        | P     | 27 febbraio 1982 | Italia               |
| 10 | Riëtte Fledderus     | P     | 18 ottobre 1977  | Paesi Bassi          |
| 11 | Vania Beccaria       | S     | 24 luglio 1973   | Italia               |
| 12 | Carolina Costagrande | S     | 15 ottobre 1980  | Argentina            |
| 13 | Irina Donets         | C     | 20 agosto 1976   | Paesi Bassi          |
| 15 | Ana Paula de Tassis  | L     | 5 gennaio 1965   | Italia               |
| 15 | Serena Dal Monte     | L     | 5 luglio 1985    | Italia               |

## Mercato
| Acquisti | Acquisti             | Acquisti           | Acquisti   |
| R.       | Nome                 | da                 | Modalità   |
| -------- | -------------------- | ------------------ | ---------- |
| C        | Natalia Bozhenova    | Promo Firenze      | definitivo |
| S        | Carolina Costagrande | Giannino Pieralisi | definitivo |
| P        | Riëtte Fledderus     | Las Palmas         | definitivo |
| S        | Valentina Fiorin     | Vicenza            | definitivo |
| C        | Federica Garbet      | ?                  | definitivo |
| C        | Micaela Vogel        | Giannino Pieralisi | definitivo |

| Cessioni | Cessioni                 | Cessioni      | Cessioni   |
| R.       | Nome                     | a             | Modalità   |
| -------- | ------------------------ | ------------- | ---------- |
| S        | Mia Čaušević             | Imola         | definitivo |
| L        | Ana Paula de Tassis      | ?             | definitivo |
| S        | Giulia Menichetti        | ?             | definitivo |
| P        | Chiara Navarrini         | Promo Firenze | definitivo |
| C        | Gabriela Pérez del Solar | Vicenza       | definitivo |
| L        | Stacy Sykora             | Modena        | definitivo |
| S        | Kathleen Tilson          | ?             | definitivo |
| P        | Beatrice Valpiani        | ?             | definitivo |
| C        | Claudia van Thiel        | ?             | definitivo |

## Risultati

### Serie A1

#### Girone di andata
| 1ª giornata - 5 ottobre 2003 PalaDalLago, Novara            | Asystel              | 3 - 0 | Olimpia Ravenna    | 25-19, 25-22, 25-18               |
| 2ª giornata - 8 ottobre 2003 PalaDeAndrè, Ravenna           | Olimpia Ravenna      | 2 - 3 | Giannino Pieralisi | 22-25, 25-18, 25-21, 24-26, 7-15  |
| 3ª giornata - 12 ottobre 2003 PalaNorda, Bergamo            | Bergamo              | 3 - 0 | Olimpia Ravenna    | 25-17, 25-18, 25-19               |
| 4ª giornata - 19 ottobre 2003 PalaDeAndrè, Ravenna          | Olimpia Ravenna      | 2 - 3 | Sirio Perugia      | 25-22, 15-25, 25-20, 23-25, 10-15 |
| 5ª giornata - 23 novembre 2003 PalaPanini, Modena           | Modena               | 3 - 1 | Olimpia Ravenna    | 19-25, 25-21, 26-24, 25-21        |
| 6ª giornata - 26 novembre 2003 PalaPaganelli, Sassuolo      | San Giorgio Sassuolo | 2 - 3 | Olimpia Ravenna    | 22-25, 25-20, 25-23, 22-25, 10-15 |
| 7ª giornata - 30 novembre 2003 PalaDeAndrè, Ravenna         | Olimpia Ravenna      | 3 - 1 | Robursport Pesaro  | 25-17, 22-25, 25-12, 25-21        |
| 8ª giornata - 6 dicembre 2003 PalaDeAndrè, Ravenna          | Olimpia Ravenna      | 1 - 3 | Forlì              | 25-17, 20-25, 22-25, 22-25        |
| 9ª giornata - 14 dicembre 2003 PalaMaddalene, Chieri        | Chieri               | 3 - 0 | Olimpia Ravenna    | 25-17, 25-20, 25-20               |
| 10ª giornata - 21 dicembre 2003 PalaDeAndrè, Ravenna        | Olimpia Ravenna      | 3 - 2 | Vicenza            | 22-25, 25-21, 15-25, 33-31, 15-12 |
| 11ª giornata - 18 gennaio 2004 PalaBigi, Reggio nell'Emilia | Reggio Emilia        | 0 - 3 | Olimpia Ravenna    | 23-25, 21-25, 20-25               |

#### Girone di ritorno
| 12ª giornata - 25 gennaio 2004 PalaDeAndrè, Ravenna              | Olimpia Ravenna    | 0 - 3 | Asystel              | 14-25, 16-25, 23-25               |
| 13ª giornata - 1º febbraio 2004 PalaTriccoli, Jesi               | Giannino Pieralisi | 3 - 1 | Olimpia Ravenna      | 25-17, 21-25, 26-24, 25-19        |
| 14ª giornata - 8 febbraio 2004 PalaDeAndrè, Ravenna              | Olimpia Ravenna    | 0 - 3 | Bergamo              | 10-25, 19-25, 21-25               |
| 15ª giornata - 11 febbraio 2004 PalaEvangelisti, Perugia         | Sirio Perugia      | 3 - 1 | Olimpia Ravenna      | 23-25, 25-22, 28-26, 25-17        |
| 16ª giornata - 15 febbraio 2004 PalaDeAndrè, Ravenna             | Olimpia Ravenna    | 1 - 3 | Modena               | 25-22, 18-25, 20-25, 19-25        |
| 17ª giornata - 29 febbraio 2004 PalaDeAndrè, Ravenna             | Olimpia Ravenna    | 3 - 0 | San Giorgio Sassuolo | 25-20, 29-27, 25-13               |
| 18ª giornata - 7 marzo 2004 PalaDionigi, Sant'Angelo in Lizzola  | Robursport Pesaro  | 0 - 3 | Olimpia Ravenna      | 21-25, 18-25, 22-25               |
| 19ª giornata - 10 marzo 2004 PalaGalassi, Forlì                  | Forlì              | 3 - 2 | Olimpia Ravenna      | 23-25, 13-25, 25-15, 25-19, 15-11 |
| 20ª giornata - 14 marzo 2004 PalaDeAndrè, Ravenna                | Olimpia Ravenna    | 1 - 3 | Chieri               | 15-25, 25-20, 22-25, 20-25        |
| 21ª giornata - 21 marzo 2004 Palasport Città di Vicenza, Vicenza | Vicenza            | 3 - 1 | Olimpia Ravenna      | 25-19, 23-25, 25-21, 25-21        |
| 22ª giornata - 24 marzo 2004 PalaDeAndrè, Ravenna                | Olimpia Ravenna    | 3 - 0 | Reggio Emilia        | 25-22, 25-16, 25-18               |

### Coppa Italia

#### Fase a eliminazione diretta
| Ottavi di finale (andata) - 2 novembre 2003 PalaDeAndrè, Ravenna      | Olimpia Ravenna      | 2 - 3 | San Giorgio Sassuolo | 16-25, 25-22, 15-25, 25-19, 8-15 |
| Ottavi di finale (ritorno) - 16 novembre 2003 PalaPaganelli, Sassuolo | San Giorgio Sassuolo | 0 - 3 | Olimpia Ravenna      | 18-25, 16-25, 17-25              |
| Quarti di finale - 19 febbraio 2004 PalaNorda, Bergamo                | Asystel              | 3 - 0 | Olimpia Ravenna      | 25-22, 25-19, 25-11              |

## Statistiche

### Statistiche di squadra
| Competizione | Punti | In casa | In casa | In casa | In trasferta | In trasferta | In trasferta | Totale | Totale | Totale |
| Competizione | Punti | G       | V       | P       | G            | V            | P            | G      | V      | P      |
| ------------ | ----- | ------- | ------- | ------- | ------------ | ------------ | ------------ | ------ | ------ | ------ |
| Serie A1     | 22    | 11      | 4       | 7       | 11           | 3            | 8            | 22     | 7      | 15     |
| Coppa Italia | -     | 1       | 0       | 1       | 1            | 1            | 0            | 3      | 1      | 2      |
| Totale       | -     | 12      | 4       | 8       | 12           | 4            | 8            | 25     | 8      | 17     |

G = partite giocate; V = partite vinte; P = partite perse

### Statistiche dei giocatori
| S. Arimattei   | 21 | 180 | 144 | 22 | 14 | Statistiche assenti | Statistiche assenti |
| F. Babbi       | 8  | 1   | 1   | 0  | 0  | Statistiche assenti | Statistiche assenti |
| V. Beccaria    | 18 | 203 | 171 | 28 | 4  | Statistiche assenti | Statistiche assenti |
| N. Bozhenova   | 22 | 276 | 202 | 61 | 13 | Statistiche assenti | Statistiche assenti |
| C. Costagrande | 22 | 314 | 258 | 43 | 13 | Statistiche assenti | Statistiche assenti |
| S. Dal Monte   | 5  | -   | -   | -  | -  | Statistiche assenti | Statistiche assenti |
| A. de Tassis   | 16 | 1   | 1   | -  | -  | Statistiche assenti | Statistiche assenti |
| I. Donets      | 22 | 178 | 110 | 60 | 8  | Statistiche assenti | Statistiche assenti |
| V. Fiorin      | 18 | 109 | 90  | 14 | 5  | Statistiche assenti | Statistiche assenti |
| R. Fledderus   | 22 | 56  | 21  | 22 | 13 | Statistiche assenti | Statistiche assenti |
| F. Garbet      | 0  | 0   | 0   | 0  | 0  | Statistiche assenti | Statistiche assenti |
| E. Tonelli     | 4  | 0   | 0   | 0  | 0  | Statistiche assenti | Statistiche assenti |
| M. Vogel       | 12 | 8   | 5   | 3  | 0  | Statistiche assenti | Statistiche assenti |

P = presenze; PT = punti totali; AV = attacchi vincenti; MV = muri vincenti; BV = battute vincenti